# CRISP3
CRISP3 (англ. Cysteine rich secretory protein 3) – білок, який кодується однойменним геном, розташованим у людей на короткому плечі 6-ї хромосоми. Довжина поліпептидного ланцюга білка становить 245 амінокислот, а молекулярна маса — 27 630.
| 10         |  | 20         |  | 30         |  | 40         |  | 50         |
| ---------- |  | ---------- |  | ---------- |  | ---------- |  | ---------- |
| MTLFPVLLFL |  | VAGLLPSFPA |  | NEDKDPAFTA |  | LLTTQTQVQR |  | EIVNKHNELR |
| RAVSPPARNM |  | LKMEWNKEAA |  | ANAQKWANQC |  | NYRHSNPKDR |  | MTSLKCGENL |
| YMSSASSSWS |  | QAIQSWFDEY |  | NDFDFGVGPK |  | TPNAVVGHYT |  | QVVWYSSYLV |
| GCGNAYCPNQ |  | KVLKYYYVCQ |  | YCPAGNWANR |  | LYVPYEQGAP |  | CASCPDNCDD |
| GLCTNGCKYE |  | DLYSNCKSLK |  | LTLTCKHQLV |  | RDSCKASCNC |  | SNSIY      |

A: Аланін

C: Цистеїн

D: Аспарагінова кислота

E: Глутамінова кислота

F: Фенілаланін

G: Гліцин

H: Гістидин

I: Ізолейцин

K: Лізин

L: Лейцин

M: Метіонін

N: Аспарагін

P: Пролін

Q: Глутамін

R: Аргінін

S: Серин

T: Треонін

V: Валін

W: Триптофан

Задіяний у такому біологічному процесі, як альтернативний сплайсинг. 
Секретований назовні.